# Tournoi de l'Exposition Universelle de Bruxelles 1935

## Partecipanti
| Nazione                | Squadra                           | Titolo |
| ---------------------- | --------------------------------- | --- |
| Francia (bandiera)     | FC Sochaux                        | Campione di Francia 1934-35 |
| Belgio (bandiera)      | Daring Club Bruxelles Liersche SK | Vincitrice Coppa del Belgio 1934-35, 3º campionato 1934-35 Vicecampione del Belgio 1934-35                                                    |
| Germania (bandiera)    | SV Chemnitz Kickers Offenbach     | Campione della Gauliga Sachsen 1934-35 (ammessa al campionato Tedesco) Gauliga Südwest/Mainhessen 1934-35 (non ammessa al campionato Tedesco) |
| Paesi Bassi (bandiera) | SC Feijenoord Ajax FC Amsterdam   | Vincitrice Coppa d'Olanda 1934-35, 2º in Eerste klasse girone Ovest I campionato d'Olanda 1934-35 3º campionato d'Olanda 1934-35              |
| Polonia (bandiera)     | Wisla Kraków                      | 3º campionato di Polonia 1934 |

## Torneo

### Quarti di finale
Gare giocate il 7 e 8 giugno.
| Squadra 1         | Risultato | Squadra 2             |
| ----------------- | --------- | --------------------- |
| Wisla Kraków      | 7 - 5     | SC Chemnitz           |
| Liersche SK       | 4 - 2     | SC Feijenoord         |
| Ajax FC Amsterdam | 2 - 1     | Kickers Offenbach     |
| FC Sochaux        | 2 - 1     | Daring Club Bruxelles |

### Semifinali
Gare giocate il 9 giugno.
| Squadra 1         | Risultato | Squadra 2    |
| ----------------- | --------- | ------------ |
| Ajax FC Amsterdam | 5 - 3     | Wisla Kraków |
| FC Sochaux        | 8 - 0     | Liersche SK  |

### Finale 3º- 4º posto
Gara giocata il 10 giugno.
| Squadra 1   | Risultato | Squadra 2    |
| ----------- | --------- | ------------ |
| Liersche SK | 3 - 2     | Wisla Kraków |

### Finale
Gara giocata il 10 giugno.
| Squadra 1         | Risultato | Squadra 2  |
| ----------------- | --------- | ---------- |
| Ajax FC Amsterdam | 2 - 1     | FC Sochaux |